# Rati Zinamdsghwrischwili
Rati Zinamdsghwrischwili (georgisch რატი წინამძღვრიშვილი; * 22. März 1988 in Tiflis; englische Transkription Rati Tsinamdzghvrishvili) ist ein georgischer Fußballspieler, der derzeit bei Tschichura Satschchere in der höchsten georgischen Spielklasse, der Umaghlessi Liga unter Vertrag steht.

## Karriere
Sein internationales Debüt für die Fußballnationalmannschaft Georgiens feierte Zinamdsghwrischwili im Alter von 17 Jahren. Nachdem er seit 2004 für die georgische U19-Nationalmannschaft zum Einsatz gekommen war, wurde er im August 2005 zum ersten Mal in den Kader der Nationalmannschaft berufen und konnte in seinem ersten Spiel gegen Kasachstan in der 86. Minute einwechselte. Im Rückspiel der WM-Qualifikation Europa 2004/05 kam er in der zweiten Halbzeit ins Spiel. Am 15. November 2006 spielte Zinamdsghwrischwili das letzte Mal für die georgische Fußballnationalmannschaft, als er in der 74. Minute in einem Freundschaftsspiel (2:0-Sieg gegen Uruguay) eingewechselt wurde.
Im Jahr 2006 gewann er mit dem FC Ameri Tiflis den georgischen Pokal im Finale gegen seinen späteren Verein, den FC Zestafoni.
Weil sein Nachname, international Tsinamdzghvrishvili transkribiert, 19 Buchstaben lang ist und wegen seiner 14 Konsonanten für die meisten Ausländer nur schwer auszusprechen ist, wird auf der Rückseite seines Trikots meist der Vorname Rati angegeben. Zinamdsghwrischwili ist ein altes georgisches Adelsgeschlecht, dessen direkter Nachkomme Rati Zinamdsghwrischwili ist.

## Erfolge
- Georgischer Pokalsieger: 2006, 2007
- Georgischer Superpokalsieger: 2006, 2007